# Christopher Sembroski

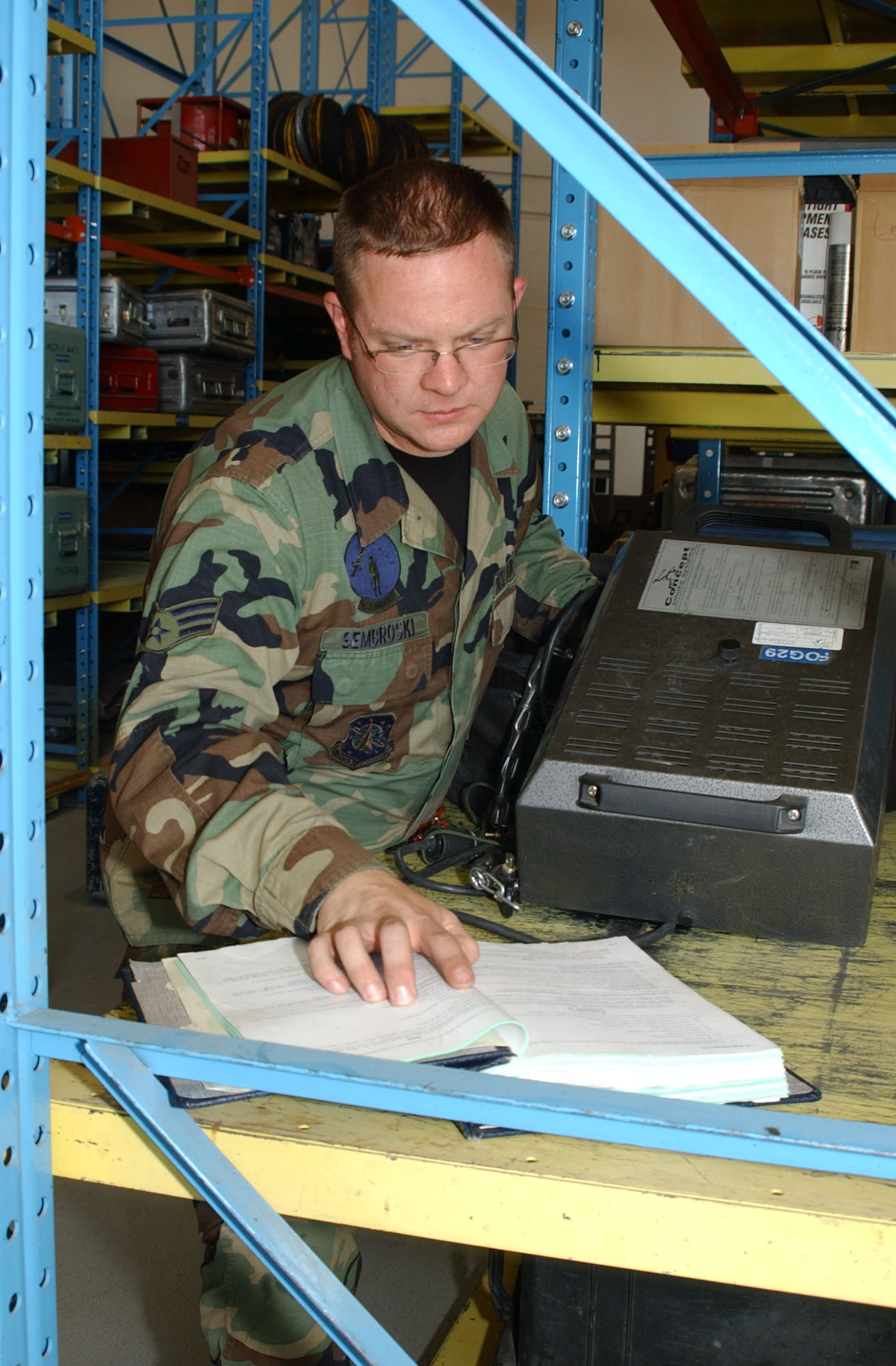
Christopher Sembroski (2007)

Christopher Steven „Chris“ Sembroski (* 28. August 1979 in Kannapolis, North Carolina) ist ein US-amerikanischer Datentechniker und Weltraumtourist, der im September 2021 als Missionsspezialist von Inspiration4, der ersten rein privaten bemannten Mission in den Erdorbit, in den Weltraum flog.

## Leben
Sembroski wuchs in Kannapolis in North Carolina auf. Während seines Studiums arbeitete er ehrenamtlich für ProSpace, eine Non-Profit-Organisation, die sich in der Politik für private Raumfahrt einsetzt. Außerdem war er Betreuer im Space Camp in Huntsville, einem Bildungs-Ferienlager für Wissenschaft und Ingenieurwesen für Kinder und Jugendliche. Nach dem Studium trat er der United States Air Force bei und wurde als Elektromechaniker an der Malmstrom Air Force Base in Montana stationiert, wo er sich als Missileman des 341st Missile Maintenance Squadron um Interkontinentalraketen des Typs Minuteman III kümmerte. Später wurde er in den Irakkrieg geschickt. Er erreichte den Rang eines Senior Airman, 2007 wurde er aus dem aktiven Dienst entlassen. Anschließend erwarb er an der Embry–Riddle Aeronautical University in Daytona Beach, Florida einen Bachelor in Luftfahrttechnik. Er arbeitete als Datentechniker (data engineer) für Lockheed Martin, ab Juli 2022 als Avionik-Ingenieur bei Blue Origin. Er wirkte unter anderem an neuen Methoden zur Überwachung und Wartung mechanischer Geräte mit.
Sembroski ist Mitglied der Association of Space Explorers und lebt in Everett, Washington. Er ist seit 2009 verheiratet mit der Lehrerin Erin Duncan-Sembroski und hat zwei Töchter.

## Raumflug
Sembroski begeisterte sich früh für Raumfahrt, ist Hobbyastronom und Miniaturraketenbauer. Sein Freund von der Embry-Riddle-Universität Kyle Hippchen gewann im März 2021 aus 72.000 Teilnehmern in einem Spendengewinnspiel des St. Jude Children’s Research Hospital einen Startplatz auf dem von SpaceX durchgeführten privaten Raumflug Inspiration4 des Milliardärs Jared Isaacman, überließ diesen jedoch Sembroski, da er selbst aufgrund seines Gewichts nicht teilnehmen konnte. Damit wurde er zur ersten Person, die einen Raumflug per Lotterie gewann. Sembroski erhielt eine Flugausbildung im Alpha-Jet-Trainer und bekam während des sechsmonatigen Trainings das Rufzeichen „Hanks“. Im August 2021 erschien er zusammen mit der restlichen Crew von Inspiration4 auf dem Titelblatt des Time Magazine.
Am 16. September 2021 (UTC) startete Sembroski zusammen mit Isaacman, Hayley Arceneaux und Sian Proctor in der Crew-Dragon-Kapsel „Resilience“ mit einer Falcon-9-Rakete vom Kennedy Space Center zum ersten privaten und rein touristischen Flug in den Erdorbit. Eines der Ziele der Mission war es, die Auswirkungen eines Raumflugs auf die Körper von normalen Menschen zu testen, die keine vollständige Astronautenausbildung durchlaufen haben; es wurden medizinische Experimente durchgeführt. Als Missionsspezialist war Sembroski unter anderem für Reparaturen und ordentliche Verstauung der Ladung (um die Balance der Kapsel nicht zu stören) zuständig. Mit einem Apogäum von 585 km war es der höchste bemannte Flug im Erdorbit seit 1999 und der fünfthöchste insgesamt, außerdem der erste bemannte Flug im Orbit seit 2009, der an keine Raumstation andockte. Nach zwei Tagen und 23 Stunden im All landete die Kapsel am 18. September nahe dem Abflugort, die erste bemannte Wasserung im Atlantischen Ozean seit 1969. Die Crew sind die ersten Weltraumtouristen im Orbit, die nicht zur Internationalen Raumstation flogen. Auswahl der Teilnehmer, Training und Raumflug wurden in der Netflix-Dokumentation Countdown: Inspiration4 Mission to Space behandelt.